# ويليام لينكولن براون
ويليام لينكولن براون (بالإنجليزية: William Lincoln Brown)‏ هو أمين مكتبة أمريكي، ولد في 1862 في Brewster, Massachusetts ‏ في الولايات المتحدة، وتوفي في 11 فبراير 1940.